# Ceroplesis semitrabeata
Ceroplesis semitrabeata är en skalbaggsart som beskrevs av Leon Fairmaire 1887. Ceroplesis semitrabeata ingår i släktet Ceroplesis och familjen långhorningar.
Artens utbredningsområde är Malawi. Inga underarter finns listade i Catalogue of Life.